# B&Q/Castorama
B&Q/Castorama est un voilier trimaran destiné à la course au large. Mis à l'eau en 2004, il est skippé par Ellen MacArthur. En 2004, à son bord, la navigatrice britannique réalise la deuxième meilleure performance de tous les temps sur le record de la traversée de l'Atlantique nord à la voile en 7 j 3 h 49 min 57 s, environ soixante-quinze minutes derrière Laurent Bourgnon. L'année suivante, Toujours avec MacArthur, le trimaran bat le record du tour du monde à la voile en 71 j 14 h 18 min 33 s. 
Après de nombreux records jusqu'en 2006, ponctués par quelques courses, le bateau est revendu en 2008 et rebaptisé Oman Sail. En 2010, il est revendu et renommé La Boîte à Pizza pour être skippé par Philippe Monnet. En novembre, il participe à la Route du Rhum et termine dixième au classement général et cinquième de la catégorie Ultime. En 2011, le trimaran est loué à Lalou Roucayrol et porte le nom de Région Aquitaine-Port-Médoc. Il se classe 3e du Record SNSM 2011. Le bateau est récupéré en 2015 par Yvan Bourgnon pour un projet de tour du monde à l'envers qui n'aboutira pas. 
En février 2018 le trimaran est racheté et confié à Romain Pilliard dans le but d'être aligné sur la Route du Rhum 2018. Un accord avec la société de reconditionnement Remade est signé le 6 septembre à deux mois du départ. Le bateau est baptisé Remade-Use It Again!.

## Création du trimaran
Le projet de conception et de fabrication durent trois ans et coûte environ 1,8 million de dollars. Le trimaran est construit chez BoatSpeed en Australie pour une durée de chantier de sept mois.

## Histoire en course
Le 29 juin 2004, Ellen MacArthur tente de battre le record de la traversée de l'Atlantique nord à la voile détenu par Laurent Bourgnon. À l'arrivée, elle coupe la ligne en 7 j 3 h 49 min 57 s, soit 75 minutes de plus que Laurent Bourgnon.
En 2005, Ellen MacArthur, bat le record du tour du monde à la voile en 71 j 14 h 18 min 33 s.
Après avoir appartenu à Oman Sail, le bateau est revendu et renommé La Boîte à Pizza. Phillippe Monnet termine la Route du Rhum au dixième rang à son bord.

## Palmarès
- 2005 :
  - record du tour du monde à la voile en solitaire avec Ellen MacArthur en 71 jours, 14 heures, 18 minutes et 33 secondes[5]
  - record SNSM dans la catégorie des maxi-multicoques avec Ellen MacArthur en 1 jour 3 heures 23 minutes et 19 secondes[8]
- 2018 : 4e sur 6, de la Route du Rhum - Destination Guadeloupe en classe Ultime skippé par Romain Pilliard (Remade Use It Again !)
- 2022 : 8e sur 8, de la Route du Rhum - Destination Guadeloupe en classe Ultime skippé par Romain Pilliard (Use It Again! by Extia)